# 2-й провулок Бадигіна (Мелітополь)
2-й провулок Бадигіна — провулок у Мелітополі, в історичному районі Піщане. Починається від проїзду з вулиці Бадигіна, закінчується проїздом з проспекту Богдана Хмельницького. Складається з приватного сектора.

## Назва
Провулок названий на честь Костянтина Бадігіна (1910—1984) — капітана далекого плавання, радянського дослідника Арктики та Героя Радянського Союзу. Буква «і» в назві провулка виявилася замінена на «и», і ця помилка твердо вкоренилася і в офіційних документах, і на географічних картах, і в пресі.
Поруч знаходяться 1-й, 3-й, 4-й провулки Бадигіна, безномерний провулок Бадигіна та вулиця Бадигіна. Разом вони утворюють цілий район «провулків Бадигіна».

## Історія
28 листопада 1991 року на засіданні міськвиконкому було прийнято рішення про прорізання та найменування відразу чотирьох нових провулків Бадигіна на околиці району Піщане, на додаток до вулиць, що вже існували, і провулку з такою ж назвою.